# Carlos Gutiérrez González
Carlos Gutiérrez González (Pontevedra, 2 de desembre de 1956 - 19 de maig de 2007) fou un polític mallorquí.
Fou doctor en dret i professor en la UIB. Casat i amb tres fills, va començar la seva carrera política com a secretari general de Presidència del Govern (1995-1996) i després a la Conselleria d'Agricultura, Comerç i Indústria (1996-1999).
Fou senador de la VII i la VIII legislatura al Senat Espanyol entre els anys 2003 i 2007, coincidint amb la majoria absoluta del PP de les Illes Balears al Parlament Balear i amb el segon govern de Jaume Matas. Com a senador, va participar en l'aprovació de l'Estatut d'Autonomia de les Illes Balears de 2007.
Morí de càncer el maig del 2007, en plena campanya per les eleccions al Parlament de les Illes Balears de 2007.